# 泸州城墙
瀘州城垣位於四川省瀘州市江陽區，文物遺址年代判定為明代、清代。现存长度为1088米。1992年，泸州城垣列入泸州市文物保护单位；2007年6月1日公佈為四川省第七批文物保護單位。

## 历史
泸州城墙于宋代初建，设九门。明代，泸州城墙重建，设七门。